# Rebecca Gilmore
Rebecca Gilmore (Sydney, 13 giugno 1979) è una tuffatrice australiana.
Ha rappresentato l'Australia ai Giochi olimpici estivi di Sydney 2000 vincendo, in coppia con Loudy Tourky la medaglia di bronzo nel concorso dei tuffi dalla piattaforma 10 metri sincro.

## Palamarès
- Giochi olimpici

Sydney 2000: bronzo nella piattaforma 10 m sincro